# Stheven Robles
Stheven Adán „Pelón” Robles Ruiz (ur. 12 listopada 1995 w mieście Gwatemala) – gwatemalski piłkarz występujący na pozycji bocznego obrońcy lub bocznego pomocnika, reprezentant Gwatemali, od 2015 roku zawodnik Comunicaciones.

## Kariera klubowa
Robles pochodzi z cieszącej się złą sławą strefy 18 stołecznego miasta Gwatemala. Jest wychowankiem akademii krajowego potentata Comunicaciones FC, gdzie przeszedł przez wszystkie kategorie juniorskie. W pierwszej drużynie zadebiutował za kadencji trenera Williama Coito Olivery, 8 lutego 2015 w wygranym 1:0 meczu z Halcones. Kilka miesięcy później był dwukrotnie wypożyczany na pół roku – najpierw do beniaminka Deportivo Carchá, a następnie do drugoligowego CF Universidad de San Carlos. Po powrocie do Comunicaciones, w listopadzie 2017 został mocno kopnięty w brzuch podczas jednego ze spotkań, w wyniku czego musiał przejść pilną operację i był niezdolny do gry przez dwa miesiące.
Po przejściu rekonwalescencji na Roblesa mocno postawił trener Iván Franco Sopegno, a on sam okazał się rewelacją rozgrywek, imponując szybkością i udanymi powrotami do defensywy. Premierowego gola w najwyższej klasie rozgrywkowej strzelił 17 sierpnia 2019 w wygranym 3:0 spotkaniu z Malacateco. W lutym 2020 zerwał więzadła krzyżowe i musiał pauzować przez pół roku. Ogółem wywalczył z Comunicaciones mistrzostwo Gwatemali (Clausura 2015) i dwa wicemistrzostwa Gwatemali (Clausura 2016, Apertura 2018).

## Kariera reprezentacyjna
W styczniu 2015 Robles został powołany przez Carlosa Ruiza do reprezentacji Gwatemali U-20 na Mistrzostwa CONCACAF U-20. Na tym turnieju rozegrał wszystkie sześć spotkań w wyjściowym składzie i strzelił gola w meczu z Jamajką (1:0). Jego drużyna po przegranym barażu z Hondurasem (1:2) nie zakwalifikowała się na Mistrzostwa Świata U-20 w Nowej Zelandii.
W sierpniu 2015 Robles znalazł się w ogłoszonym przez Ruiza składzie reprezentacji Gwatemali U-23 na środkowoamerykańskie preeliminacje do Igrzysk Olimpijskich w Rio de Janeiro. Po przegranym dwumeczu barażowym z Kostaryką (0:0, 0:1) Gwatemalczycy odpadli z dalszej rywalizacji.
W seniorskiej reprezentacji Gwatemali Robles zadebiutował za kadencji selekcjonera Amariniego Villatoro, 9 czerwca 2019 w przegranym 0:2 meczu towarzyskim z Paragwajem. Pierwszą bramkę w drużynie narodowej strzelił 10 września tego samego roku w wygranej 5:0 konfrontacji z Portorykiem w ramach Ligi Narodów CONCACAF.